# Miktoniscus mammothensis
Miktoniscus mammothensis är en kräftdjursart som beskrevs av William B. Muchmore 1964. Miktoniscus mammothensis ingår i släktet Miktoniscus och familjen Trichoniscidae. Inga underarter finns listade i Catalogue of Life.